# Jørgen Boye Nielsen
Jørgen Boye Nielsen (født 28. februar 1925 på Frederiksberg, død 7. februar 2000 i Gladsaxe) var en dansk hockeyspiller, der deltog på det danske landshold ved OL 1948 i London. Jørgen Boye Nielsen spillede for Orient og opnåede i alt 8 landskampe i perioden 1946-1948.
Ved OL i 1948 blev Danmark nummer 13 og sidst efter tre nederlag og et uafgjort resultat i den indledende pulje; dermed var Danmark elimineret fra turneringen. Jørgen Boye Nielsen spillede alle fire kampe uden at score.